# Pseudoarabidopsis
Pseudoarabidopsis é um género botânico pertencente à família Brassicaceae.